# Chirundu
Chirundu è una cittadina dello Zambia, situata vicino al confine con lo Zimbabwe. È principalmente un luogo di transito commerciale; è infatti una delle località principali lungo la grande strada del nord e vi si trova un importante ponte sullo Zambesi, il ponte di Chirundu. Il ponte congiunge Chirundu con Makuti in Zimbabwe e rappresenta uno dei punti di transito più importanti per il commercio fra lo Zimbabwe e lo Zambia. Sono in corso trattative fra lo Zimbabwe e lo Zambia per costruire presso il ponte un ufficio doganale unico, con impiegati di entrambi gli stati, in modo da velocizzare le operazioni di transito delle merci.
A Chirundu si trova un importante ospedale missionario, il Mtendere Mission Hospital, finanziato dalla Diocesi di Milano (e da altri gruppi cattolici) e da diverse ONG.
In questo ospedale nel 2004 è iniziato un progetto di telepatologia realizzato in collaborazione con la ONG Patologi Oltre Frontiera.
A 21 km dalla città, appena a sud della strada fra Chirundu e Lusaka, si trova la foresta pietrificata di Chirundu, un'area di alberi fossili (datati a circa 150 milioni di anni fa) che è considerata uno dei monumenti nazionali dello Zimbabwe.